# Carl-Ulrich-Brücke
Die Carl-Ulrich-Brücke ist eine Mainbrücke zwischen Offenbach am Main auf der linken und Frankfurt-Fechenheim auf der rechten Flussseite. Sie ist nach dem lange in Offenbach ansässigen Carl Ulrich (1853–1933) benannt, dem ersten Präsidenten des Volksstaats Hessen.

## Geschichte

### Schiffsbrücke am Isenburger Schloss (1819)
Bis zum Jahr 1819 gab es zwischen dem Offenbacher und dem Fechenheimer Mainufer nur eine Verbindung mit Schelch genannten Booten, die in Höhe des Offenbacher Stadtkerns am Isenburger Schloss verkehrten.
Die erste Brücke zwischen Offenbach und Fechenheim war eine im Juni 1819 eingeweihte Schiffbrücke. Sie befand sich im Zuge der Schloßstraße (Offenbach) bzw. Starkenburger Straße (Fechenheim). Ein wichtiger Anlass für den Brückenbau war, den Zoll in Frankfurt zu umgehen. Das Großherzogtum Hessen (Offenbach am Main) und Kurhessen (Fechenheim) gehörten damals bereits dem Deutschen Zollverein an, dem die Freie Stadt Frankfurt erst 1835 widerwillig beitrat. Dies war die erste Mainbrücke zwischen den beiden hessischen Staaten.

### Offenbach-Fechenheimer Mainbrücke (1887)
1887 wurde einen Kilometer stromabwärts die Offenbach-Fechenheimer Mainbrücke errichtet und die Schiffsbrücke abgebaut. Es war eine stählerne Bogenbrücke, deren Überbau 1934 durch eine breitere Stahlkonstruktion ersetzt wurde. Im Frühjahr 1945 sprengten Wehrmachtspioniere das Bauwerk. Nach dem Krieg erfolgte 1947 der provisorische Wiederaufbau der Offenbach-Fechenheimer Mainbrücke als eine der ersten im Frankfurter Raum wiederhergestellten Mainbrücken.

### Carl-Ulrich-Brücke (1953)
1952/53 wurde das Provisorium nach einem Umbau durch eine Stahlbrücke ersetzt. Bei dem Bauwerk handelte es sich um eine Balkenkonstruktion mit 6,45 Meter Durchfahrtshöhe beim höchsten schiffbaren Wasserstand. Der Überbau ruhte auf den beiden Widerlagern und fünf Pfeilern, die von den Vorgängerbrücken übernommen wurden. Die sechs Öffnungen hatten Stützweiten von 37,80 Metern, 40,10 Metern, 41,10 Metern, 40,10 Metern und 37,80 Metern. Die Brückenbreite betrug 13 Meter. Die Fahrbahnbeläge wurden 1977 in einer Bauzeit von fünf Wochen erneuert. Das Hessische Landesamt für Straßen- und Verkehrswesen erklärte im Juli 2008, dass die Brücke nach mehreren weiteren Reparaturen inzwischen so renovierungsbedürftig sei, dass ein Neubau kostengünstiger käme. Im September 2010 wurde das Bauwerk für Fahrzeuge mit einem zulässigen Gesamtgewicht über 7,5 t in beiden Fahrtrichtungen gesperrt. Sie hatte nur noch eine Nutzungsgenehmigung bis Ende 2014 und musste bei länger anhaltenden tiefen Temperaturen gesperrt werden.

### Carl-Ulrich-Brücke (2014)
Am 15. November 2012 war für den Ersatzneubau mit einer größeren Schifffahrtsöffnung der erste Spatenstich. Nach einer Kampfmittelräumung, bei der unter anderem 7000 Panzergranaten gefunden wurden, begannen mit siebenmonatiger Verspätung im Herbst 2013 die Gründungsarbeiten. Ende April 2014 wurde der Stahltrog des Mittelstücks der neuen Brücke eingeschwommen und neben der alten Brücke, auf der östlichen Seite, auf Hilfspfeiler abgesetzt. Im November wurde die alte Brücke mit Hilfe eines Schwimmbaggers abgerissen und anschließend die neue Brücke in ihre endgültige Lage querverschoben sowie die Straßenanschlüsse hergestellt. Am 4. Dezember 2014 erfolgte die Verkehrsfreigabe.
Die rund 17 Millionen Euro Baukosten, ohne die Kosten für die Kampfmittelbergung, wurden je zur Hälfte vom Land Hessen und der Wasser- und Schifffahrtsverwaltung des Bundes getragen. Der Gesamtauftragswert betrug für das bauausführende Unternehmen rund 12,6 Millionen Euro.
Der Brückenüberbau der rund 234 Meter langen und 14 Meter breiten Balkenbrücke ist eine Stahlverbundkonstruktion. Sie hat einen gevouteten, einzelligen, offenen Stahltrog und eine mit Kopfbolzendübeln verbundene Stahlbetonfahrbahnplatte. Das Bauwerkssystem besteht in Längsrichtung aus einem dreifeldrigen Durchlaufträger mit Stützweiten von 60,86 Metern in den Randfeldern und 112,04 Meter im mittleren Hauptfeld.

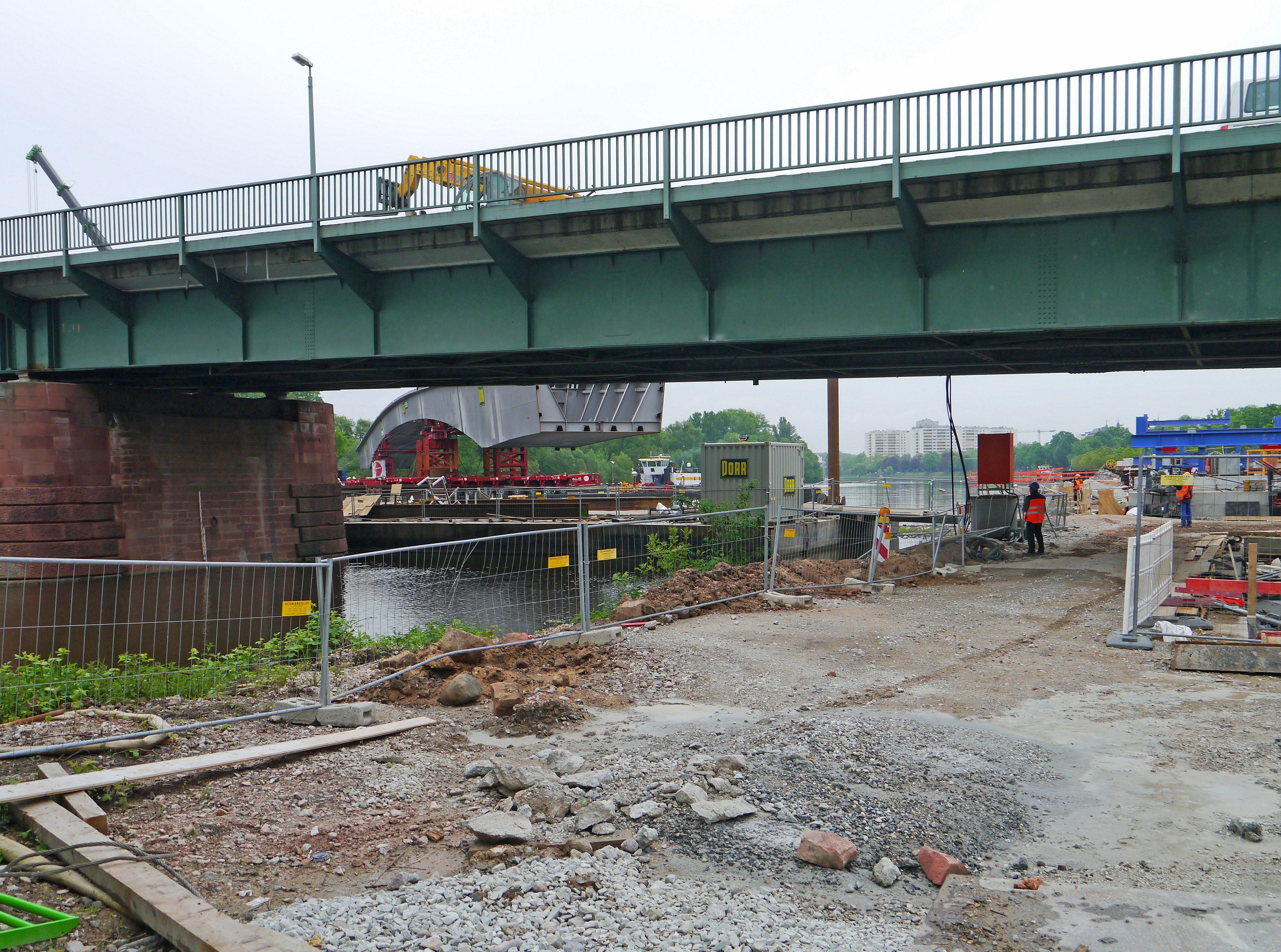
Das Einschwimmen des Neubauteils im April 2014
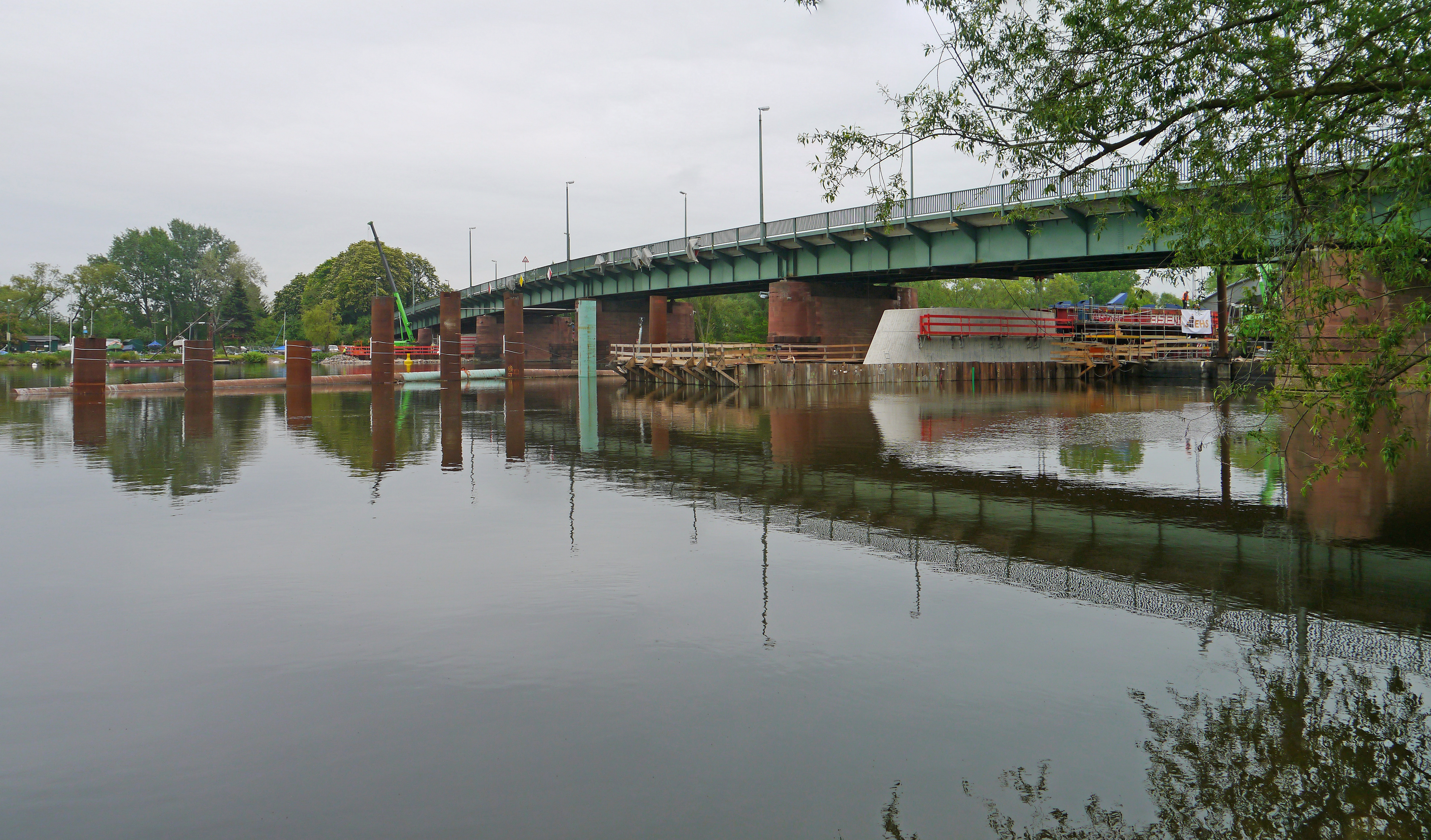
Blick von der Untermainseite auf einen der neuen Stützpfeiler
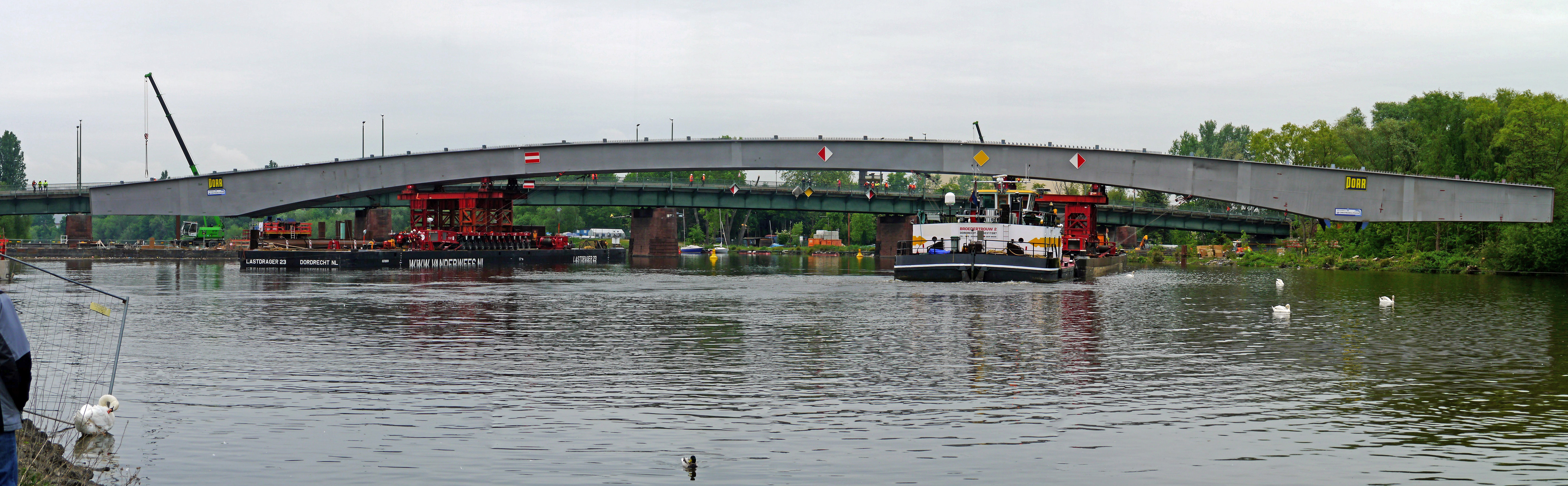
Ansicht von der Obermainseite
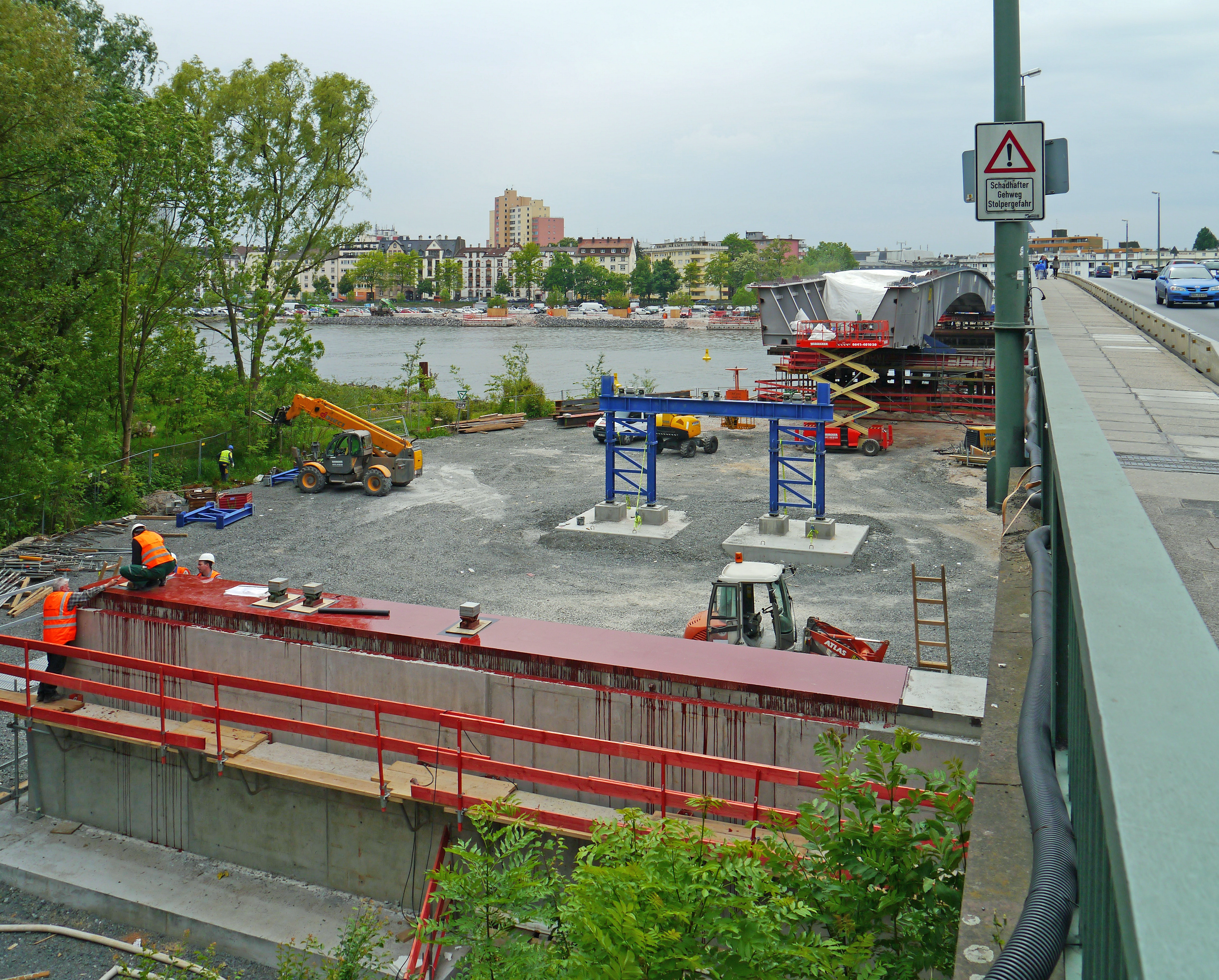
Blick auf die Neubaustelle von Norden (Fechenheimer Ufer) aus

## Verkehrliche Bedeutung
Die Brücke über den Mainbogen ist die einzige Straßenverbindung über den Main zwischen Frankfurt-Fechenheim und Offenbach am Main im Bereich der Offenbacher Kernstadt. Sie überführt neben der zweispurigen Landesstraße L 3001 auch zwei Geh- und Radwege. Außerdem queren die RMV-Buslinien F-41 und 551 das Bauwerk.